# Trigonisca longicornis
Trigonisca longicornis är en biart som först beskrevs av Heinrich Friese 1903.  Trigonisca longicornis ingår i släktet Trigonisca och familjen långtungebin. Inga underarter finns listade i Catalogue of Life.